# FinalBurner
FinalBurner — условно бесплатная программа для записи CD, DVD, HD DVD, а также Blu-ray дисков.
По состоянию на 2021 год приложение не поддерживается разработчиком, а сайт не работает (перенаправляет на нежелательные ресурсы). В настоящий момент FinalBurner можно скачать только со сторонних сайтов.

## Возможности
- Поддержка использования популярных форматов файлов для создания аудио (WAV, MP3, OGG, WMA, MID и другие) и видео проектов (AVI, MPEG4, MP4, MPG, WMV, ASF, MOV).
- Записи дисков с данными или аудио CD.
- Запись образов CUE и ISO-образов.
- Импорт данных в проект.
- Поддержка записи на CD-R/RW, DVD-R/RW, DVD+R/RW, DVD-DL, HD DVD-R, Blu-Ray.
- AudioCD Ripper.
- Копирование данных CD/DVD.
- Поддержка практически всех популярных устройств для записи оптических дисков.
- Создания файлов автозапуска.
- Поддержка форматов HD-DVD и Blu-ray.
- Встроенный файловый менеджер.
- Интернациональная поддержка.
- Инструментарий для создания фона, рисунков, обложек, текста, кнопок, а также назначение им разных действий.
- Drag & Drop.